# Magdalena Heinroth
Magdalena Heinroth (* 22. April 1883 in Berlin; † 15. August 1932 in Ploiești, Königreich Rumänien) war eine deutsche Zoologin. Sie galt als biologisch versiert und organisierte jenes Aufzuchtprogramm der Vögel, das die Basis für bahnbrechende Publikationen war, die sie gemeinsam mit ihrem Ehemann Oskar Heinroth über die Entwicklungsstadien und das Verhalten europäischer Vögel verfasste.

## Leben

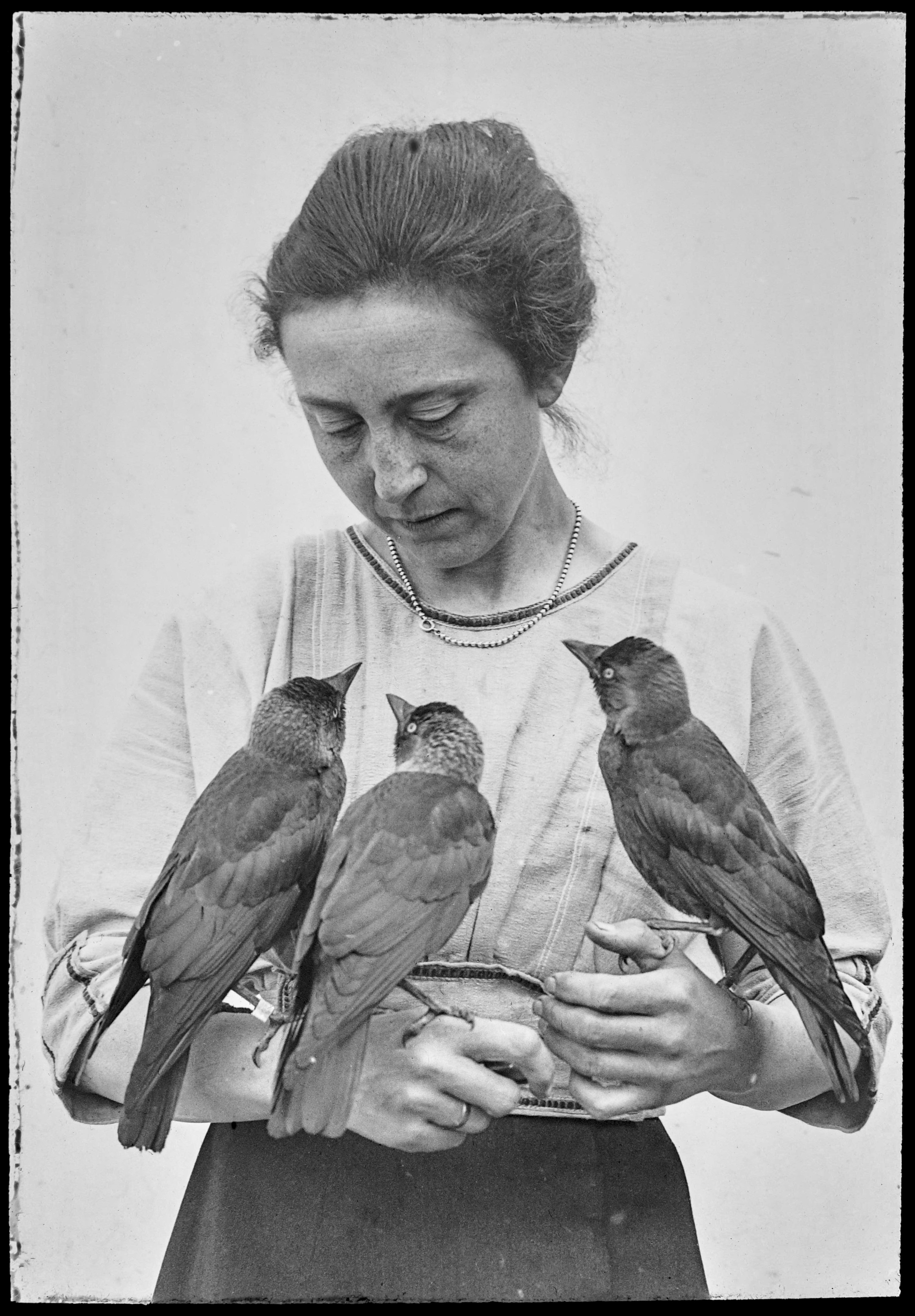
Magdalena Heinroth mit handaufgezogenen Dohlen, 1919

Magdalena Heinroth ist die Tochter des Berliner Oberbaudirektors Adolf Wiebe und seiner Frau Helene, geb. Wiebe, die ebenfalls aus der weitläufigen Familie Wiebe, einem angesehenen preußischen Beamtengeschlecht, stammte (Stammvater Adam Wybe). Schon in jungen Jahren befasste sich Magdalena intensiv mit Tieren, nicht nur mit dem äußeren Erscheinungsbild, sondern zunehmend mit dem knöchernen Aufbau. Sie fertigte in der elterlichen Wohnung Präparate diverser Tierarten an. Obwohl sie die Schule als Klassenbeste abschloss, verhinderte das traditionelle Elternhaus ein Abitur und das Studium. Andererseits wurden Magdalenas Ambitionen, Tiere zu erforschen, zu zeichnen und zu präparieren, von den Eltern vielfältig unterstützt.
So kam sie an das Museum für Naturkunde (Berlin), wurde dort von dem Oberpräparator weiter ausgebildet und traf auf ihren späteren Ehemann Oskar Heinroth. Das Ornithologenpaar heiratete 1904 und forschte über Jahrzehnte gemeinsam. Im Vergleich zu Oskar Heinroth hat Magdalena nur wenig publiziert. Mehrfach allerdings hat sie über die Aufzucht von Nestlingen berichtet, unter anderem in der weltweit ältesten Vogelzeitschrift „Die gefiederte Welt“.
Die Ehe der Heinroths war kinderlos. Magdalena Heinroth, eine unermüdliche Forscherin, hatte mit schweren Krankheiten zu kämpfen. Sie starb nach einer gut überstandenen Operation und während einer Erholungsphase in Rumänien an einer Darmverschlingung.

## Wirken

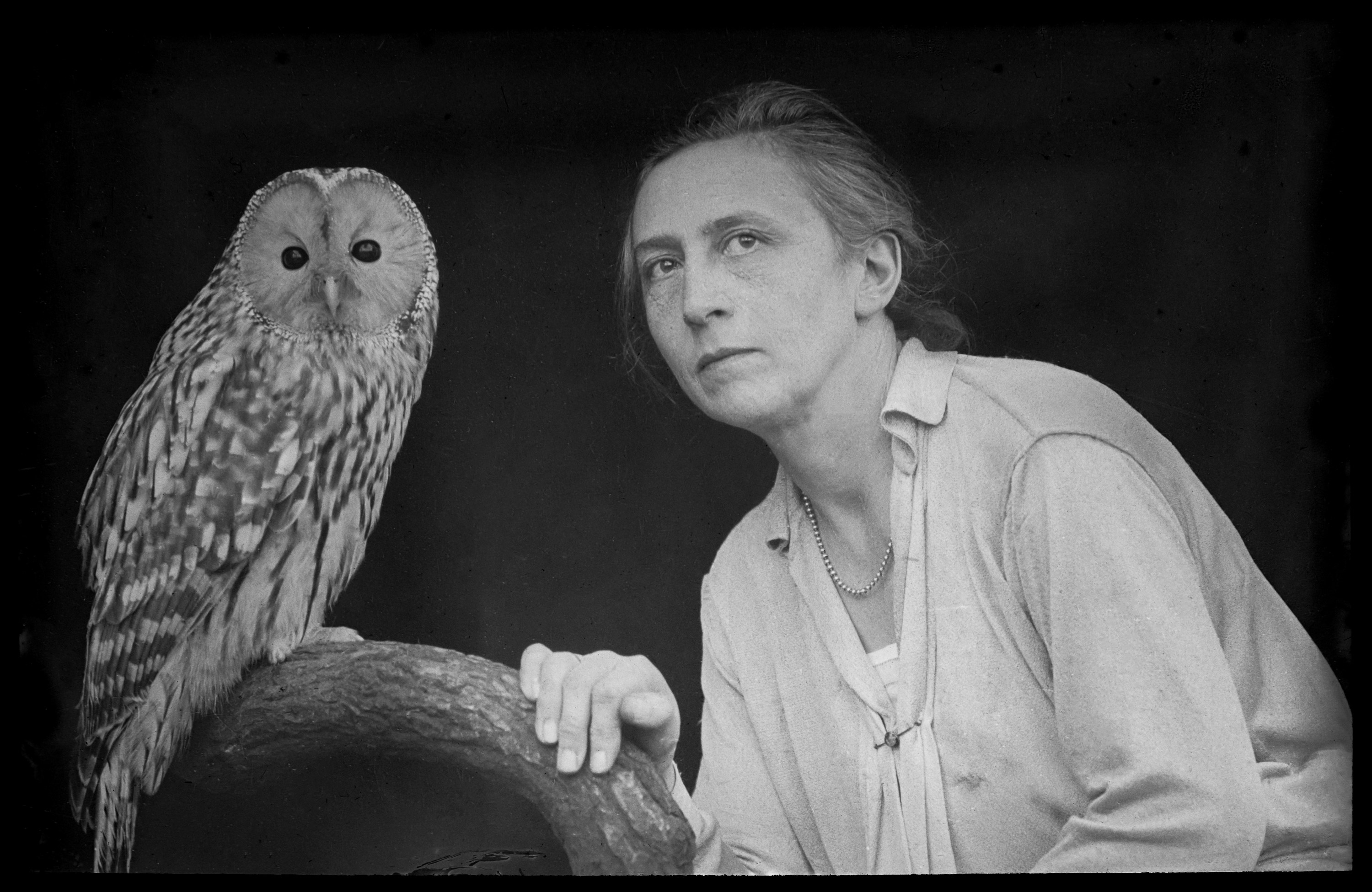
Magdalena Heinroth mit Habichtskauz, 1929

Magdalena Heinroth wirkte zeitlebens an der Seite ihres Mannes. Ihr persönlicher Fokus war die Betreuung der mehr als 1000 Nestlinge von 286 Vogelarten, die die Heinroths in der eigenen Wohnung in Berlin aufzogen. Die Dokumentation der Entwicklungsstadien und des Verhaltens einer Vielzahl europäischer Brutvögel lag weitgehend in den Händen von Magdalena Heinroth. Mehrfach berichtete sie in Die gefiederte Welt über die Herausforderungen, die wenige Tage alte Nestlinge in menschlicher Obhut bedeuten. Es geht in den Berichten u. a. um die optimale Nahrung für junge Weichfresser wie Mönchgrasmücke und Baumläufer, um die Frage, warum junge Uferschwalben bei menschlicher Aufzucht leicht aus dem Nest fallen oder welche besondere Pflege handaufgezogene Ziegenmelker, sie gehören zur Familie der Nachtschwalben, benötigen.
Die täglichen Messungen der Entwicklungsfortschritte sowie die ausführlichen Notizen von Magdalena Heinroth und auch die fotografische Dokumentation – erstellt mit ihrem Mann –, bildeten die Basis für das große, vierbändige Werk von Oskar und Magdalena Heinroth Die Vögel Mitteleuropas. Dessen letzten Band konnte er nach dem Tod von Magdalena Heinroth mit seiner zweiten Frau Katharina Heinroth abschließen.
Das Wirken von Magdalena Heinroth wurde dem Zeitgeist entsprechend öffentlich wenig gewürdigt. Sie war allerdings außerordentliches Mitglied der Gesellschaft Naturforschender Freunde zu Berlin, einem Kreis von Gelehrten, dem unter anderem Alexander von Humboldt angehört hatte. Sie gehörte auch zu den Gründungsmitgliedern des Vereins Volksbund Naturschutz.

## Schriften (Auswahl)
- mit Oskar Heinroth: Die Vögel Mitteleuropas, Berlin, Hugo Bermühler Verlag, vier Bände: 1924–1933.